# Івайло Петков
Івайло Петков (болг. Ивайло Петков, нар. 24 березня 1976) — болгарський футболіст, що грав на позиції півзахисника.
Виступав, зокрема, за клуби «Істанбулспор», «Фенербахче» та «Анкарагюджю», а також національну збірну Болгарії.
Дворазовий чемпіон Болгарії. Володар Кубка Болгарії. Чемпіон Туреччини.

## Клубна кар'єра
Професіональну кар'єру розпочав у 1993 році в клубі «Чавдар» з міста Бяла Слатина, за який зіграв 19 матчів і забив 1 м'яч. У 1995 році перейшов в «Спартак» з Плевена, зіграв за нього 29 матчів і забив 2 м'ячі. У 1997 році перейшов в «Литекс», за який зіграв 27 матчів, забив 3 м'ячі і став разом з командою чемпіоном Болгарії в 1998 році, після чого, в тому ж році, перейшов в турецький «Істанбулспор», за який зіграв 160 матчів і забив 7 м'ячів.
У 2003 році перейшов в «Фенербахче», за який зіграв 19 матчів, забив 1 м'яч і став у складі клубу чемпіоном Туреччини в 2004 році, а влітку того ж року перейшов в «Кубань», за яку зіграв 43 матчі, забив 2 м'ячі і був лідером команди. В кінці 2005 року перейшов в «Анкарагюджю», за який зіграв 44 матчі і забив 2 м'ячі. Граючи у складі «Анкарагюджю» також здебільшого виходив на поле в основному складі команди. Влітку 2007 року повернувся в «Кубань». На початку 2008 року був обраний капітаном команди, а в матчі 3-го туру чемпіонату Росії з футболу 2008 року в Першому дивізіоні зі «Спортакадемклубом» (3:0) став автором 1000-го гола «Кубані», забитого у ворота суперників, в російської історії клубу. Однак, 13 грудня 2008 року за рішенням керівництва «Кубані» Івайло був звільнений з команди всупереч своєму бажанню.
Наприкінці грудня 2008 року з'явилася інформація, що Івайло перейшов на правах вільного агента в клуб «Черно море» з Варни, з яким підписав контракт, розрахований на півтора року, однак 30 грудня стало відомо, що Івайло відмовився від пропозиції «Чорно Море» й віддав перевагу контракту з клубом «Литекс» з Ловеча, за який він уже виступав раніше. Захищав її кольори до припинення виступів на професійному рівні у 2011 році. За цей час додав до переліку своїх трофеїв ще один титул чемпіона Болгарії.

### Клубна статистика
(Станом на 11 червня 2011 року)
| Клуб         | Сезон   | Ліга  | Ліга | Кубок | Кубок | Континен. | Континен. | Загалом | Загалом |
| Клуб         | Сезон   | Матчі | Голи | Матчі | Голи  | Матчі     | Голи      | Матчі   | Голи    |
| ------------ | ------- | ----- | ---- | ----- | ----- | --------- | --------- | ------- | ------- |
| Істанбулспор | 1998–99 | 31    | 2    | 4     | 1     | -         | -         | 35      | 3       |
| Істанбулспор | 1999–00 | 31    | 0    | 2     | 0     | -         | -         | 33      | 0       |
| Істанбулспор | 2000–01 | 29    | 2    | 3     | 0     | -         | -         | 32      | 2       |
| Істанбулспор | 2001–02 | 32    | 2    | 3     | 0     | -         | -         | 35      | 2       |
| Істанбулспор | 2002–03 | 33    | 1    | 1     | 0     | -         | -         | 34      | 1       |
| Істанбулспор | 2003–04 | 4     | 0    | 0     | 0     | -         | -         | 4       | 0       |
| Істанбулспор | ЗАГАЛОМ | 160   | 7    | 13    | 1     | 0         | 0         | 173     | 8       |
| Фенербахче   | 2003–04 | 16    | 0    | 2     | 1     | 0         | 0         | 18      | 1       |
| Фенербахче   | ЗАГАЛОМ | 16    | 0    | 2     | 1     | 0         | 0         | 18      | 1       |
| Літекс       | 2008–09 | 7     | 0    | 3     | 0     | -         | -         | 10      | 0       |
| Літекс       | 2009–10 | 15    | 1    | 0     | 0     | 2         | 0         | 17      | 1       |
| Літекс       | 2010–11 | 5     | 1    | 1     | 0     | 4         | 0         | 10      | 1       |
| Загалом      | Загалом | 27    | 2    | 4     | 0     | 6         | 0         | 37      | 2       |

## Виступи за збірну
6 листопада 1996 року дебютував у складі національної збірної Болгарії в товариському матчі проти Саудівської Аравії. 18 серпня 1999 році відзначився дебютним голом в складі болгарської збірної, ударом з 28 метрів в товариському матчі ворота збірної України. Протягом кар'єри у національній команді, яка тривала 14 років, провів у формі головної команди країни 63 матчі, забивши 3 голи.
У складі збірної був учасником чемпіонату світу 1998 року у Франції, чемпіонату Європи 2004 року у Португалії.

### Голи за збірну
У таблиці голи та рахунок збірної Болгарії знаходяться на першому місці
| #  | Дата            | Місце                                              | Суперник   | Рахунок | Результат | Змагання      |
| -- | --------------- | -------------------------------------------------- | ---------- | ------- | --------- | ------------- |
| 1. | 18 серпня 1999  | Стадіон імені Валерія Лобановського, Київ, Україна | Україна    | 1–1     | 1–1       | Товариський   |
| 2. | 10 жовтня 1999  | Лазур, Бургас, Болгарія                            | Люксембург | 2–0     | 3–0       | кв. ЄВРО 2000 |
| 3. | 29 березня 2000 | Георгі Аспарухов, Софія, Болгарія                  | Білорусь   | 3–1     | 4–1       | Товариський   |

## Титули і досягнення
- Чемпіон Болгарії: («Литекс»)
  -  Чемпіон (3): 1997–98, 2009–2010, 2010–2011

- Кубок Болгарії («Литекс»):
  -  Володар (1): 2008-09

- Суперкубок Болгарії («Литекс»):
  -  Володар (1): 2010

- Чемпіон Туреччини («Фенербахче»)
  -  Чемпіон (1): 2003-04